# ASPASIM
ASPASIM és una entitat fundada el 1938 a Barcelona que es dedica a l'atenció a les persones amb discapacitat psíquica greu en tots els àmbits vitals.

## Història
El 1938 l'Ajuntament de Barcelona encarrega a Maria Mullerat i Bassedas, pionera en el treball amb discapacitats, detectar les alteracions cognitives dels alumnes de les escoles públiques. Associada amb la pedagoga Vicenta Verdú i Nogueroles, el 1963 impulsa la Institució Mullerat, i el 1969 la Asociación de padres para niños con disminución psíquica i a la dècada de 1970, ASPASIM, per a l'atenció i la inclusió integral de persones amb discapacitats intel·lectuals greus, una entitat que encara treballa actualment com a ASPASIM, Atenció a la Discapacitat Psíquica, amb seu a Can Solias (Vallvidrera) des de 1985.

## Reconeixements
El 2015 aquesta entitat va rebre la Creu de Sant Jordi "en reconeixement que el conjunt de la seva activitat educativa, ocupacional i residencial i els valors que transmet constitueixen un exemple molt vàlid de suport als més vulnerables i a la seva millor integració dins la societat", i en 2006 el Govern de Catalunya va reconèixer l'entitat amb el Premi Catalunya d'Educació 2006 que valora les iniciatives que destaquen per la trajectòria, la tasca i la seva innovadora contribució a la docència a Catalunya. A més de la Fundació ASPASIM el 2006 aquest guardó també fou pel mestre Josep Baluja del Camp d'aprenentatge dels Monestirs del Cister (Espluga de Francolí) i el CEIP Bonavista de Tarragona